# 特拉氏魮
特拉氏魮（学名：Barbus traorei）為輻鰭魚綱鯉形目鯉科的其中一個種。被IUCN列為瀕危保育類動物，分布於非洲象牙海岸卡瓦利河流域，本魚吻圓，背面輪廓平直，具短的觸鬚，前面的觸鬚不被延伸到眼的中央，在後部的一些達到眼的後半段。體淡褐色有黑色素細胞的細條紋，背鰭軟條10至11枚；臀鰭軟條8枚，體長可達23.9公分。

## 扩展阅读
維基物種上的相關：特拉氏魮